# Giulio Orsini

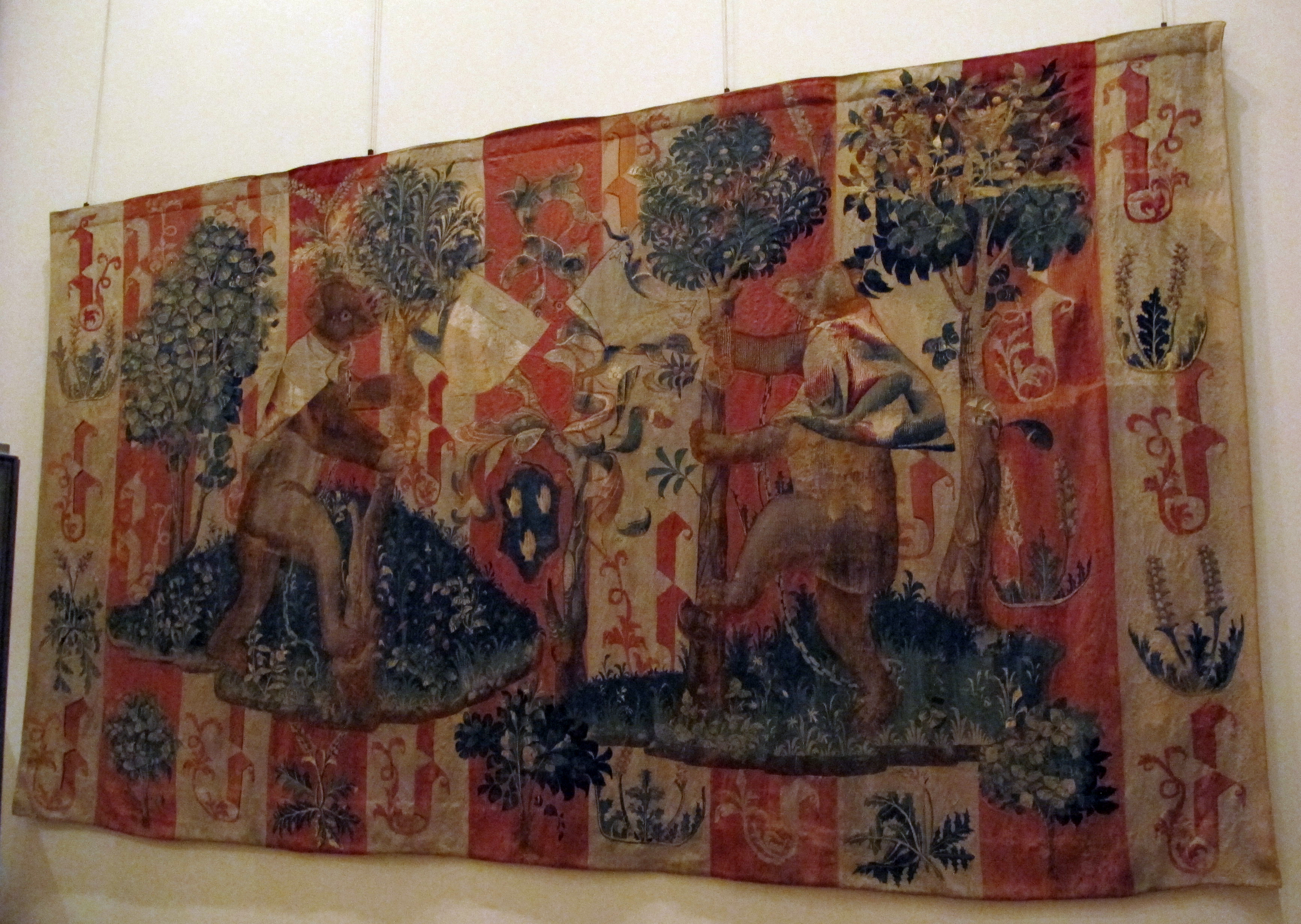
Tapiz con motivos heráldicos de la familia Orsini. Museo del Louvre, París.

Giulio Orsini (fallecido en 1517) fue un condotiero italiano del Renacimiento, miembro de la Casa de Orsini.

## Vida
En los años 1480 luchó junto a su hermano Paolo contra sus rivales Colonna en el Lacio. En 1494 intentó en vano defender Roma del avance de las tropas del rey Carlos VIII de Francia.
A comienzos del siglo XVI, participó en la conquista de la Romaña bajo César Borgia, llegando a ser uno de los pocos capitanes que no conspiraron contra él en 1502. Sin embargo al no tener la confianza del papa Alejandro VI, fue asediado en Ceri a principios de 1503. Orsini se rindió, y pudo regresar a Roma después de la muerte del pontífice.
Estuvo presente en la reconciliación de su familia con los Colonna en 1511.